# Atlas de Maurétanie
Pour les articles homonymes, voir Atlas.
 (septembre 2024).
- Si vous ne connaissez pas le sujet, laissez ce bandeau (vous pouvez alors contacter les auteurs).
- Si vous supprimez le contenu mis en cause (vous pouvez préalablement contacter les auteurs),

argumentez précisément cette suppression dans la page de discussion
(un manque de référence n'est pas un argument ; une recherche réelle de référence doit avoir été effectuée, être formellement documentée).
Atlas est un roi légendaire de Maurétanie,, le territoire des Mauri, correspondant approximativement au nord de l'actuel Maroc. 
Le roi Atlas aurait été un expert en philosophie, en mathématiques et en astronomie. Dans l'antiquité, il a été crédité d'avoir inventé le premier globe céleste. Dans certains textes médiévaux, il est même crédité de l'invention de l'astronomie elle-même.
Dans la mythologie grecque, Atlas a refusé l'hospitalité de Persée après que le héros ait tué Méduse, et le héros l'a pétrifié.
"Atlas" dans sa signification moderne est dérivé d'un travail du xvie siècle de Gérard Mercator qui a été consacré au roi Atlas comme « le père de la géographie »

## Référencement